# ボーダレス (小説)
『ボーダレス』は誉田哲也により執筆されたサスペンス小説。

## 概要
2018年8月22日に光文社から発売。
今作は企画時から「欅坂46（けやき坂46）」のメンバーでの映像化を想定し初めて執筆した作品。

## テレビドラマ
『ボーダレス』は、2021年3月7日から5月9日まで、ひかりTV、ひかりTV for docomo、dTVチャンネルで配信された坂道シリーズ（乃木坂46・櫻坂46・日向坂46）共演初のテレビドラマ番組。

### キャスト
- （主演）森奈緒 - 森田ひかる（櫻坂46）
- 片山希莉 - 齊藤京子（日向坂46）
- 八辻芭留 - 渡邉理佐（櫻坂46）（幼少期 - 田中乃愛）
- 八辻圭 - 濱岸ひより（日向坂46）（幼少期 - 吉田帆乃華）
- 市原琴音 - 小林由依（櫻坂46）
- 市原叶音 - 早川聖来（乃木坂46）
- 松宮結樹 - 遠藤さくら（乃木坂46）
- 松宮寛子 - 国生さゆり
- 松宮重信 - 手塚とおる
- 八辻孝蔵 - 濱津隆之
- 市原静男 - 宮川一朗太
- 紗子 - 紺野彩夏
- 安藤雄太 - 近藤雄介
- 木下 - 阿部力
- 宮部真知 - 陽月華
- 森俊徳 - アキラ100%
- 森楓 - 粟田麗
- 中島和志 - 押田岳
- 尾崎明日香
- 美沙 - 齋れいな
- 篠塚麻耶 - ルウト
- 休日課長（特別出演）
- 佐藤貴史
- 吉岡眞子
- 水野智貴
- 成瀬大渡
- 石井礼美

### スタッフ
- 原作 - 誉田哲也（『ボーダレス』光文社）
- 監督 - 金井紘
- 脚本 - 伊達さん（大人のカフェ）、森田剛行、桑島憲司
- 音楽 - 松室政哉
- 劇中曲 - 竹田京右
- 主題歌 - Thinking Dogs「はじまりのピリオド」（Sony Records）

### 配信リスト
| 回        | 配信日  | リピート配信日 | 出演者鑑賞会        |
| --------- | ------- | -------------- | ------------------- |
| episode1  | 3月7日  | 3月11日        | 遠藤さくら 早川聖来 |
| episode2  | 3月14日 | 3月18日        |                     |
| episode3  | 3月21日 | 3月25日        | 小林由依 渡邉理佐   |
| episode4  | 3月28日 | 4月1日         |                     |
| episode5  | 4月4日  | 4月8日         | 遠藤さくら 早川聖来 |
| episode6  | 4月11日 | 4月15日        |                     |
| episode7  | 4月18日 | 4月22日        | 渡邉理佐 濱岸ひより |
| episode8  | 4月25日 | 4月29日        |                     |
| episode9  | 5月2日  | 5月6日         | 森田ひかる 齊藤京子 |
| episode10 | 5月9日  | 5月13日        |                     |

### 関連番組
- 配信直前特番『ドラマ「ボーダレス」配信開始記念 見どころから裏側まで全部見せちゃいますSP』（2021年3月4日、ひかりTV、dTVチャンネル）[8] - 小林由依・渡邉理佐（櫻坂46）、濱岸ひより（日向坂46）
- ドラマ「ボーダレス」GWキャッチアップ配信直前出演者座談会（2021年4月26日、SHOWROOM）[29] - 森田ひかる・小林由依・渡邉理佐（櫻坂46）、齊藤京子 ・濱岸ひより（日向坂46）、遠藤さくら（乃木坂46）
- 最終回直前SP（2021年5月7日、ひかりTV、dTVチャンネル）[27] - 小林由依・渡邉理佐（櫻坂46）、齊藤京子・濱岸ひより（日向坂46）

## 関連書籍
- ボーダレス公式メモリアルブック（2021年5月27日、光文社）[30]